# Many (Luisiana)
Many es un pueblo ubicado en la parroquia de Sabine en el estado estadounidense de Luisiana. En el Censo de 2010 tenía una población de 2853 habitantes y una densidad poblacional de 318,27 personas por km². Se encuentra al este del embalse Toledo Bend —que forma el río Sabine— que la separa de Texas.

## Geografía

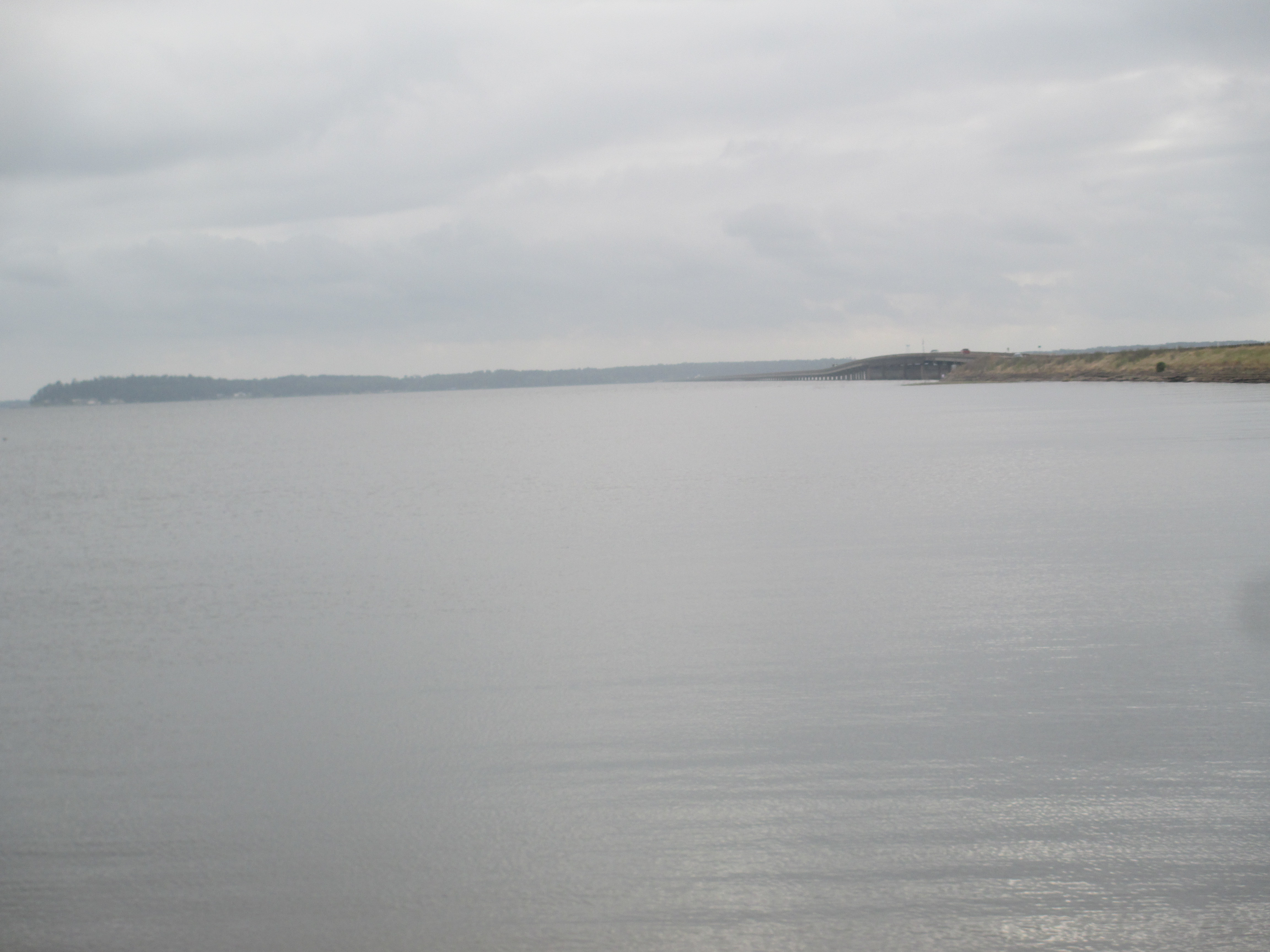
Vista del río Sabine a su paso por el embalse Toledo Bend

Many se encuentra ubicado en las coordenadas 31°33′59″N 93°28′40″O / 31.56639, -93.47778. Según la Oficina del Censo de los Estados Unidos, Many tiene una superficie total de 8.96 km², de la cual 8.96 km² corresponden a tierra firme y (0%) 0 km² es agua.

## Demografía
Según el censo de 2010, había 2853 personas residiendo en Many. La densidad de población era de 318,27 hab./km². De los 2853 habitantes, Many estaba compuesto por el 46.58% blancos, el 48.12% eran afroamericanos, el 1.54% eran amerindios, el 0.7% eran asiáticos, el 0% eran isleños del Pacífico, el 0.39% eran de otras razas y el 2.66% pertenecían a dos o más razas. Del total de la población el 2.77% eran hispanos o latinos de cualquier raza.